# 张家盟
张家盟（1956年7月—），男，浙江普陀人，中华人民共和国政治人物，曾任中共舟山市委书记、舟山市人大常委会主任，浙江省人大常委会副主任，第十届全国人大代表。
2010年4月2日，在参加省人大主任例行会议时，被中央纪委带走。2010年5月28日，浙江省第十一届人民代表大会常务委员会接受张家盟辞去浙江省人大常委会副主任职务请求。2011年2月，因严重违纪违法，张家盟被开除党籍公职。2011年12月20日，厦门市中级人民法院对张家盟受贿案作出一审判决，认定张家盟犯受贿罪，判处无期徒刑，剥夺政治权利终身，并处没收个人全部财产。